# أنديرس جاكوبسن
أنديرس جاكوبسن (بالنرويجية البوكمول: Anders Jacobsen)‏ (18 أبريل 1968 بأوسلو في النرويج - ) هو مدرب كرة قدم ولاعب كرة قدم نرويجي في مركز الدفاع. لعب مع ستوك سيتي وشيفيلد يونايتد ونادي ستارت ونادي شايد ونادي فوليرينغا ونادي ليلستروم ونوتس كاونتي وAsker Fotball ‏.

## وصلات خارجية
- أنديرس جاكوبسن على موقع IMDb (الإنجليزية)

- أنديرس جاكوبسن على موقع قاعدة بيانات كرة القدم.إي يو (الإنجليزية)
- أنديرس جاكوبسن على موقع Soccerbase.com (لاعب) (الإنجليزية)
- أنديرس جاكوبسن على موقع عالم كرة القدم.نت (الإنجليزية)